# Takayama (Gunma)
Takayama (jap. 高山村 Takayama-mura) – wieś w Japonii, na wyspie Honsiu, w prefekturze Gunma. Według danych na rok 2020 miejscowość zamieszkiwało 3 511 mieszkańców , a gęstość zaludnienia wyniosła 54,7 os./km².